# Comité olímpico nacional
Un comité olímpico nacional (NOC, por sus siglas en inglés) es la sede nacional de cada país encargada por el Comité Olímpico Internacional de «fomentar y proteger al Movimiento Olímpico en sus respectivos países». Puede nominar ciudades de sus áreas respectivas como candidatas para Juegos Olímpicos futuros. Estos comités también promueven el desarrollo de los atletas y preparan a los entrenadores y oficiales en un nivel nacional.
Hasta 2016, existen 206 comités nacionales, representados por naciones soberanas y algunos territorios dependientes. Por norma general, cada uno de los 193 países pertenecientes a las Naciones Unidas tienen un solo comité olímpico nacional; sin embargo, por motivos históricos y políticos hay algunos países que cuentan con más de un comité olímpico nacional, que son los siguientes: 
- China se encuentra representada por tres comités olímpicos distintos: el de China, que representa a la práctica totalidad del territorio, el de China Taipei, que representa a las zonas rebeldes de China controladas por las tropas de Tsai Ing-wen, y el de Hong Kong, que representa al territorio chino que hasta el 1 de julio de 1997 formaba parte del Reino Unido.
- Serbia está representada igualmente por dos comités olímpicos distintos: el de Serbia, que representa a la mayor parte del país, y el de Kosovo, que representa a las zonas rebeldes de Serbia controladas por las tropas de Vjosa Osmani.
- Cuatro territorios de Estados Unidos: Samoa Americana, Guam, Puerto Rico e Islas Vírgenes de los Estados Unidos.
- Tres territorios británicos: Bermudas, Islas Vírgenes Británicas e Islas Caimán.
- Un área perteneciente a los Países Bajos: Aruba. Las Antillas Neerlandesas perdieron su estatus en julio de 2011, como consecuencia de la disolución de las Antillas Neerlandesas.
- Islas Cook, un estado asociado de Nueva Zelanda.

## Comités Olímpicos Nacionales
En 2023, existen 206 Comités Olímpicos Nacionales. Entre ellos se encuentran los 193 Estados miembros de las Naciones Unidas, un Estado observador de la ONU (Palestina), dos estados sin reconocimiento de la ONU (Kosovo y Taiwán designado como Taipei Chino por el COI.) y un estado asociado de Nueva Zelanda (Islas Cook).
También hay nueve territorios dependientes con CONs reconocidos: cuatro territorios de Estados Unidos (Samoa Americana, Guam, Puerto Rico, y el Islas Vírgenes de los Estados Unidos), tres Territorios Británicos de Ultramar (Bermudas, el Islas Vírgenes Británicas, y el Islas Caimán), un país constituyente del Reino de los Países Bajos (Aruba) y una región administrativa especial de China (Hong Kong).
Antes de 1996, las normas para el reconocimiento de territorios dependientes o países constituyentes como países separados dentro del COI no eran tan estrictas como las de las Naciones Unidas, que permitían a estos territorios presentar equipos separados de su estado soberano. Tras una enmienda a la Carta Olímpica en 1996, el reconocimiento de un CON sólo puede concederse tras el reconocimiento como país independiente por parte de la comunidad internacional. Dado que la norma no se aplica con carácter retroactivo, los territorios dependientes y los países constituyentes que fueron reconocidos antes del cambio de norma pueden seguir enviando equipos separados a los Juegos Olímpicos, mientras que las Islas Feroe y Macao envían sus propios equipos de Paralímpicos.
El único Estado que cumple los requisitos para participar en el futuro es Ciudad del Vaticano, Estado observador de la ONU. Niue, un estado asociado de Nueva Zelanda, también podría ser elegible, ya que mantiene sus propias relaciones exteriores y participa de forma independiente en los organismos especializados y tratados de la ONU, aunque no está claro. Actualmente, todos los demás estados restantes no pueden formar parte del COI al no estar reconocidos por la mayoría de los países miembros de las Naciones Unidas. Los países constituyentes y territorios dependientes como Curaçao, Islas Feroe, Gibraltar, Groenlandia, Macao, Nueva Caledonia y Tahití tampoco pueden ser reconocidos, por lo que los atletas de estos territorios sólo pueden participar en los Juegos Olímpicos como parte del equipo nacional de su país de origen. Esta norma también se aplica a los territorios que experimentan un cambio de estatus: el Comité Olímpico de las Antillas Neerlandesas se disolvió en la 123.ª sesión del COI en julio de 2011, ya que las Antillas Neerlandesas dejaron de existir en 2010.
En el caso de los países y territorios que forman parte de la Commonwealth of Nations, sus Comités Olímpicos Nacionales suelen ser también miembros de la Commonwealth Games Association, aunque no en el caso de los países constituyentes del Reino Unido (Inglaterra, Escocia, Gales e Irlanda del Norte), ni de Canadá o Australia, que mantienen organizaciones separadas para el deporte de la Commonwealth y el olímpico. Para los demás miembros de la Commonwealth, sus CON son responsables de organizar y supervisar a sus equipos nacionales en los Juegos de la Commonwealth.

## Asociación de Comités Olímpicos Nacionales
Los comités olímpicos nacionales son miembros de la Asociación de Comités Olímpicos Nacionales (ACNO), la cual también está dividida en cinco asociaciones según su continente: 
| Continente | Continente                              | Asociación                                           | CON                   | CON más antiguo                                                  | CON más nuevo        |
| ---------- | --------------------------------------- | ---------------------------------------------------- | --------------------- | ---------------------------------------------------------------- | -------------------- |
|            | África                                  | Asociación de Comités Olímpicos Nacionales de África | 53                    | Egipto (1910)                                                    | Sudán del Sur (2015) |
| América    | Organización Deportiva Panamericana     | 41                                                   | Estados Unidos (1894) | Dominica (1993) San Cristóbal y Nieves (1993) Santa Lucía (1993) |                      |
| Asia       | Consejo Olímpico de Asia                | 44                                                   | Japón (1912)          | Timor Oriental (2003)                                            |                      |
| Europa     | Comités Olímpicos Europeos              | 50                                                   | Francia (1894)        | Kosovo (2014)                                                    |                      |
| Oceanía    | Comités Olímpicos Nacionales de Oceanía | 17                                                   | Australia (1895)      | Tuvalu (2007)                                                    |                      |

## Lista de comités por fecha de reconocimiento
La presente es una lista cronológica de los 206 comités olímpicos nacionales reconocidos por el Comité Olímpico Internacional, desde su fundación en 1894. Muchos de estos comités fueron fundados varios años antes de su reconocimiento oficial, mientras que otros fueron aceptados inmediatamente. Los antiguos estados, actualmente inexistentes (por ejemplo la Unión Soviética, Checoslovaquia, etc.), no están listados; sólo están los estados actuales que derivaron de los mismos. En cursiva los países y territorios que no forman parte de las Naciones Unidas
| Año de reconocimiento | Países |
| --------------------- | --- |
| 1894                  | Estados Unidos, Francia |
| 1895                  | Alemania, Australia, Grecia, Hungría |
| 1900                  | Noruega |
| 1905                  | Dinamarca, Reino Unido |
| 1906                  | Bélgica |
| 1907                  | Canadá, Finlandia |
| 1909                  | Portugal |
| 1910                  | Egipto |
| 1911                  | Turquía |
| 1912                  | Austria, Japón, Luxemburgo, Países Bajos, Serbia, España, Suiza |
| 1913                  | Suecia |
| 1914                  | Rumania |
| 1915                  | Italia |
| 1919                  | Nueva Zelanda, Polonia |
| 1922                  | Irlanda |
| 1923                  | Argentina, México, Uruguay |
| 1924                  | Bulgaria, Haití |
| 1927                  | India |
| 1929                  | Filipinas |
| 1934                  | Chile |
| 1935                  | Brasil, Islandia, Liechtenstein, Venezuela |
| 1936                  | Afganistán, Bermudas, Colombia, Bolivia, Jamaica, Malta, Perú |
| 1937                  | Sri Lanka |
| 1947                  | Guatemala, Irán, Birmania, Panamá, Corea del Sur |
| 1948                  | Guyana, Irak, Líbano, Pakistán, Puerto Rico, Singapur, Siria, Trinidad y Tobago |
| 1950                  | Tailandia |
| 1951                  | Hong Kong, Nigeria |
| 1952                  | Bahamas, Ghana, Indonesia, Israel |
| 1953                  | Mónaco |
| 1954                  | Costa Rica, Cuba, Etiopía, Malasia |
| 1955                  | Barbados, Fiyi, Kenia, Liberia |
| 1956                  | Honduras, Uganda |
| 1957                  | Corea del Norte, Túnez |
| 1959                  | Albania, Ecuador, Marruecos, Nicaragua, San Marino, Sudán, Surinam |
| 1960                  | República de China (bajo el nombre China Taipéi desde 1984) |
| 1962                  | Benín, República Dominicana, El Salvador, Mongolia |
| 1963                  | Camerún, Costa de Marfil, Jordania, Libia, Mali, Nepal, Senegal |
| 1964                  | Argelia, Chad, Madagascar, Níger, República del Congo, Sierra Leona, Zambia |
| 1965                  | República Centroafricana, Guinea, Arabia Saudita, Togo |
| 1966                  | Kuwait |
| 1967                  | Belice, Islas Vírgenes de los Estados Unidos |
| 1968                  | República Democrática del Congo, Gabón, Malaui, Tanzania |
| 1970                  | Paraguay |
| 1972                  | Burkina Faso (entonces Alto Volta), Lesoto, Mauricio, Somalia, Suazilandia |
| 1974                  | Papúa Nueva Guinea |
| 1975                  | Andorra |
| 1976                  | Antigua y Barbuda, Islas Caimán, Gambia |
| 1978                  | Chipre |
| 1979                  | Baréin, Laos, Mauritania, Mozambique, China, Seychelles, Vietnam |
| 1980                  | Angola, Bangladés, Botsuana, Catar, Emiratos Árabes Unidos, Zimbabue |
| 1981                  | Yemen |
| 1982                  | Islas Vírgenes Británicas, Omán |
| 1983                  | Bután, Samoa, Islas Salomón |
| 1984                  | Brunéi, Guinea Ecuatorial, Granada, Ruanda, Tonga, Yibuti |
| 1985                  | Maldivas |
| 1986                  | Aruba, Islas Cook, Guam |
| 1987                  | Samoa Americana, San Vicente y las Granadinas, Vanuatu |
| 1991                  | Estonia, Letonia, Lituania, Namibia, Sudáfrica |
| 1993                  | Armenia, Azerbaiyán, Bielorrusia, Bosnia y Herzegovina, Burundi, Cabo Verde, Comoras, Croacia, República Checa, Dominica, Georgia, Kazajistán, Kirguistán, Moldavia, Macedonia del Norte, Rusia, San Cristóbal y Nieves, Santa Lucía, Santo Tomé y Príncipe, Eslovaquia, Eslovenia, Tayikistán, Turkmenistán, Ucrania, Uzbekistán |
| 1994                  | Camboya, Nauru |
| 1995                  | Guinea-Bisáu, Palestina |
| 1997                  | Estados Federados de Micronesia |
| 1999                  | Eritrea, Palaos |
| 2003                  | Kiribati, Timor Oriental |
| 2006                  | Islas Marshall |
| 2007                  | Montenegro, Tuvalu |
| 2014                  | Kosovo |
| 2015                  | Sudán del Sur |